# Debora Serracchiani
Debora Serracchiani (Roma, 10 novembre 1970) è una politica italiana, deputata per il Partito Democratico dal 2018 e capogruppo alla Camera dal 2021 al 2023.
Esponente del Partito Democratico, di cui ha ricoperto il ruolo di Vicesegretaria del Partito Democratico dal 28 marzo 2014 al 7 maggio 2017 assieme a Lorenzo Guerini, è stata parlamentare europea tra il 2009 ed il 2013 e Presidente della Regione Friuli-Venezia Giulia dal 25 aprile 2013 al 26 marzo 2018.
Dal 2019 al 2023 è stata vicepresidente del Partito Democratico, carica che ha condiviso assieme ad Anna Ascani.

## Biografia
Nata a Roma, nella zona Casetta Mattei nel quartiere Portuense, dove vive fino ai 25 anni. Il padre è stato operaio prima e impiegato di Alitalia poi. Si diploma in un istituto tecnico commerciale e si laurea in Giurisprudenza presso l'Università "La Sapienza" di Roma nel 1994 con 110 e lode con una tesi di diritto commerciale.
Si trasferisce a Udine tra il 1994 e il 1995, dove esercita la professione di avvocato specializzata in diritto del lavoro presso lo studio legale Businello, Virgilio, De Toma.
Nel 2009, in collaborazione con il giornalista Tommaso Cerno, ha pubblicato "Il coraggio che manca. A un cittadino deluso dalla politica" presso la collana BUR dell'editore Rizzoli. Sempre nello stesso anno inizia a collaborare con Il Fatto Quotidiano, e l'anno successivo con il quotidiano online il Post, collaborazioni che terminano tra il 2012 e il 2013.
Dal 2018 è vicepresidente della Fondazione Italia USA.

## Carriera politica

### Gli inizi
È stata consigliera circoscrizione nella 2ª circoscrizione di Udine e coordinatrice della Commissione circoscrizionale Urbanistica - territorio e lavori pubblici.
Alle elezioni provinciali del 2006 viene eletta nel consiglio provinciale di Udine, tra le liste dei Democratici di Sinistra (collegio di Udine I). Rieletta in Consiglio provinciale nel 2008 nella lista del PD, ricopre il ruolo di vice-capogruppo e vicepresidente della Commissione Consiliare Ambiente ed Energia, oltre che componente della Commissione Statuto e Regolamenti. A dicembre 2008 viene eletta segretario del Partito Democratico di Udine.
Il 21 marzo 2009 tiene un intervento all'Assemblea dei Circoli del PD attaccando molte decisioni prese dalla dirigenza del partito, definendola "lontano dalla realtà" raggiungendo a seguito di tale dibattito notorietà nazionale: ne sono esempio gli articoli a lei dedicati pochi giorni dopo da L'Unità e dal quotidiano spagnolo El País, e la successiva intervista con Daria Bignardi nel suo talk show L'era glaciale su Rai 2. Quasi subito viene definita, per la somiglianza fisica con il noto personaggio cinematografico e per il modo in cui è emersa la sua notorietà "l'Amélie Poulain della politica".

### Elezione al Parlamento europeo
Il 3 aprile 2009 Dario Franceschini, segretario del PD, annuncia la candidatura della Serracchiani alle elezioni europee del 2009 nella circoscrizione Italia nord-orientale, dove risulta eletta con 144 558 preferenze complessive, di cui 73 910 preferenze nel Friuli-Venezia Giulia (risultando la persona più votata della sua regione e circoscrizione).
Dei 73 europarlamentari italiani Serracchiani risulta 67ª per tasso di presenze, con una frequenza del 69% di presenze; risulta inoltre al 25º posto sui 73 parlamentari italiani per numero di interrogazioni, con 104 attività registrate. Complessivamente, su 736 deputati, Debora Serracchiani è 588ª nella classifica presenze e 288ª nella classifica delle interrogazioni parlamentari.
Alle elezioni primarie del PD nel 2009 sostiene la mozione di Dario Franceschini, segretario uscente e vicesegretario sotto Walter Veltroni, contribuendo a creare la lista per le primarie "Semplicemente Democratici" e candidandosi quale espressione locale a segretaria regionale in Friuli-Venezia Giulia; viene eletta segretaria regionale, nonostante la sconfitta di Franceschini, rimanendo in carica fino al 26 aprile 2013, quando viene eletta presidente della Regione Friuli-Venezia Giulia, dimissioni presentate il 6 maggio 2013.

### Presidente della Regione Autonoma Friuli-Venezia Giulia
In vista delle elezioni regionali del 2013 viene candidata alla presidenza della Regione Autonoma Friuli-Venezia Giulia (regione in cui risiede), venendo sostenuto da una coalizione di centro-sinistra formata da PD, Sinistra Ecologia Libertà, Italia dei Valori, Slovenska Skupnost e la lista civica Cittadini per Debora Serracchiani presidente. Alla tornata elettorale viene eletta presidente con il 39,39% dei voti, avendo la meglio sui candidati del centro-destra, nonché presidente uscente, Renzo Tondo (39%) e del Movimento 5 Stelle Saverio Galluccio (19,21%), e divenendo la seconda donna presidente dopo Alessandra Guerra della Lega Nord dal 1994 al 1995..
Il 5 giugno 2013 viene scelta come responsabile nazionale dei trasporti e infrastrutture del Partito Democratico, nella nuova segreteria nazionale guidata dal "reggente" Guglielmo Epifani. In quel periodo viene considerata vicina al ministro per i rapporti con il Parlamento Franceschini.
Il 9 dicembre 2013 viene riconfermata come responsabile nazionale trasporti e infrastrutture nella segreteria nazionale del neoeletto segretario Matteo Renzi. Il successivo 28 marzo 2014, l'assemblea nazionale PD la nomina vicesegretaria del partito assieme a Lorenzo Guerini, ricoprendo l'incarico fino al 7 maggio 2017. Nel maggio 2017 viene successivamente confermata come membro nella 2º segreteria nazionale "unitaria" di Renzi.
Il 12 novembre 2017, all'assemblea regionale del PD a Udine, dichiara che non si ricandiderà alle elezioni regionali del 2018, ma alle politiche dello stesso anno; dopo la sua rinuncia, il centro-sinistra candida a presidente regionale l'ex sindaco di Pordenone Sergio Bolzonello (PD), che verrà sconfitto dal candidato del centrodestra Massimiliano Fedriga (Lega Nord).

#### Iniziative
Nel 2016 ha proposto e ottenuto l'approvazione di una legge regionale che ha ufficialmente abolito le province del Friuli-Venezia Giulia, spostando le loro competenze al livello amministrativo tra il Comune e la Regione. Il Friuli-Venezia Giulia è stata la prima Regione d'Italia ad attuare il "ddl Delrio" del 2014.

### Elezione a deputata

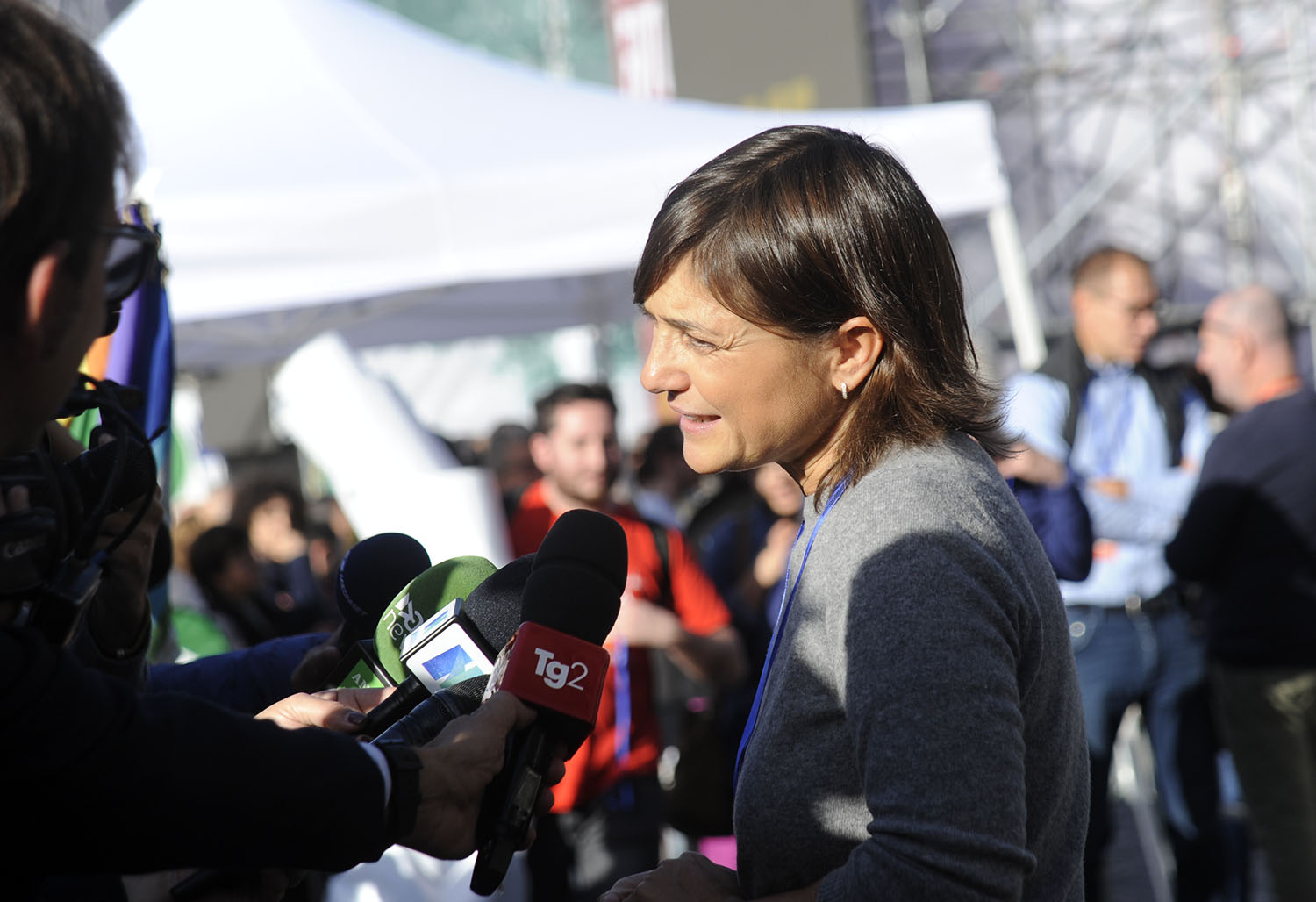
Serracchiani alla manifestazione PD a piazza del Popolo 2023

Alle elezioni politiche del 2018 viene candidata alla Camera dei deputati sia nel collegio uninominale Friuli-Venezia Giulia - 01 (Trieste), sostenuta dalla coalizione di centro-sinistra, che tra le liste del PD nel collegio plurinominale Friuli-Venezia Giulia - 01 in seconda posizione; nell'uninominale raccoglie il 25,93% dei voti e viene sconfitta dal candidato del centro-destra, in quota Noi con l'Italia - UDC, Renzo Tondo (38,17%), mentre nel plurinominale risulta invece eletta. Nel corso della XVIII legislatura è stata vicepresidente della Commissione parlamentare d'inchiesta sulla morte di Giulio Regeni, membro della Delegazione presso l'Assemblea parlamentare della Iniziativa centro europea e della 11ª Commissione Lavoro pubblico e privato, di cui è stata capogruppo per il PD dal 2018 al 2020 e presidente dal 2020 al 2021, oltre a ricoprire l'incarico di capogruppo del gruppo parlamentare del PD a Montecitorio dal 30 marzo 2021, eletta con 66 preferenze rispetto alle 24 di Marianna Madia e la singola di Barbara Pollastrini, fino alla fine della legislatura.
Il 6 marzo 2018 si dimette dalla segreteria del PD, a seguito del risultato deludente ottenuto dal partito alle politiche 2018..
Alle elezioni primarie del PD del 2019 sostiene la mozione del segretario uscente Maurizio Martina, ex ministro delle politiche agricole nei governi Renzi e Gentiloni e rappresentante l'area "filo-renziana" del partito, che risulterà perdente arrivando secondo con il 22% dei voti dietro a Nicola Zingaretti (66%). Viene successivamente eletta vicepresidente del PD in rappresentanza della minoranza sconfitta alle primarie.

### Rielezione alla Camera
Alle elezioni politiche anticipate del 2022 viene ricandidata alla Camera, nei collegi plurinominali Piemonte 1 - 01 e Friuli-Venezia Giulia - 01 come capolista della lista Partito Democratico - Italia Democratica e Progressista, risultando eletta. Il 18 ottobre 2022 viene riconfermata capogruppo del PD alla Camera ma, in seguito al cambio di segreteria, decade da questo ruolo il 28 marzo 2023.
Alle primarie del PD del 2023 sostiene la mozione di Stefano Bonaccini, presidente della Regione Emilia-Romagna, ma che risulta perdente venendo sconfitto dalla deputata del PD Elly Schlein. Successivamente ad aprile viene nominata responsabile con delega alla giustizia nella segreteria nazionale del PD guidata da Schlein.